# بريان سميثسون
بريان سميثسون (بالإنجليزية: Bryan Smithson)‏ مواليد 18 يونيو 1985، هو لاعب كرة سلة أمريكي. بدأ مسيرته الاحترافية في سنة 2008. يلعب مع يو إس سي هايدلبرغ في الدوري الألماني لكرة السلة الدرجة الثانية كلاعب هجوم خلفي. يحمل الرقم 10. يبلغ طوله 6 قدم 0 بوصة (1.8 م).

## روابط خارجية
- بريان سميثسون على موقع كرة السلة الأوروبية.كوم (الإنجليزية)
- بريان سميثسون على موقع كلية كرة السلة في سبورتس رفرنس.كوم (الإنجليزية)
- بريان سميثسون على موقع ريلجم (الإنجليزية)
- بريان سميثسون على موقع بروبوليرز (الإنجليزية)